# Ка де Квинцани (Кремона)
Ка де Квинцани је насеље у Италији у округу Кремона, региону Ломбардија.
Према процени из 2011. у насељу је живело 65 становника. Насеље се налази на надморској висини од 42 м.